# Live at Hammersmith (album Whitesnake)
Live at Hammersmith – pierwszy album koncertowy grupy rockowej Whitesnake wydany w 1978 roku.

## Lista utworów
| 1. | "Come on" (David Coverdale, Bernie Marsden)                                                   | 3:32  |
|    |                                                                                               |       |
| 2. | "Might Just Take Your Life" (Coverdale, Jon Lord, Glenn Hughes, Ritchie Blackmore, Ian Paice) | 4:55  |
|    |                                                                                               |       |
| 3. | "Lie Down" (Coverdale, Micky Moody)                                                           | 3:33  |
|    |                                                                                               |       |
| 4. | "Ain't No Love in the Heart of the City" (Michael Price, Dan Walsh)                           | 6:38  |
|    |                                                                                               |       |
| 5. | "Trouble" (Coverdale, Marsden)                                                                | 4:56  |
|    |                                                                                               |       |
| 6. | "Mistreated" (Coverdale, Blackmore)                                                           | 10:40 |
|    |                                                                                               |       |
|    |                                                                                               | 34:14 |
|    |                                                                                               |       |

## Twórcy
- David Coverdale – wokal
- Micky Moody – gitara
- Bernie Marsden – gitara
- Neil Murray – bas
- Jon Lord – Keyboard
- Dave Dowle – perkusja